# Список заслуженных тренеров СССР (греко-римская борьба)
Почётное спортивное звание, присваивалось в 1956—1992 годах.
| 1956 год |                                  |            |                         |                |                      |  |
| 1        | Анисимов Василий Иванович        | 04.08.1956 | ??.??.1915              | Москва         |                      |  |
| 2        | Катулин Алексей Захарович        | 04.08.1956 |                         | Москва         |                      |  |
| 3        | Соловов Александр Петрович       | 04.08.1956 |                         | Москва         |                      |  |
| 1957 год |                                  |            |                         |                |                      |  |
| 1        | Багиров А. А.                    | ??.02.1957 |                         | Баку           | Институт физкультуры |  |
| 2        | Капитанов Лев Николаевич         | ??.02.1957 |                         | Тбилиси        | «Трудовые резервы»   |  |
| 3        | Мирский Михаил Шлёмович          | ??.02.1957 |                         | Минск          | «Строитель»          |  |
| 4        | Сенаторов Александр Андреевич    | ??.02.1957 |                         | Москва         |                      |  |
| 5        | Вардзелашвили Георгий И.         | ??.02.1957 |                         | Тбилиси        | «Буревестник»        |  |
| 6        | Дьяконов Александр Петрович      | ??.02.1957 |                         | Киров          | «Спартак»            |  |
| 7        | Егоров Леонид Митрофанович       | ??.02.1957 |                         | Москва         | «Динамо»             |  |
| 8        | Иорданишвили Пётр Андреевич      | ??.02.1957 |                         | Тбилиси        | «Буревестник»        |  |
| 9        | Климачев Михаил Иванович         | ??.02.1957 |                         | Ростов-на-Дону | «Динамо»             |  |
| 10       | Кожарский Вячеслав Петрович      | ??.02.1957 |                         | Москва         |                      |  |
| 11       | Козин Павел Васильевич           | ??.02.1957 | 11.04.1909 — 12.01.1965 |                | Советская Армия      |  |
| 12       | Люляков Василий Алексеевич       | ??.02.1957 |                         | Москва         | «Крылья Советов»     |  |
| 13       | Мартиросян Е. М.                 | ??.02.1957 |                         | Ереван         | «Спартак»            |  |
| 14       | Потапов Евгений Иванович         | ??.02.1957 |                         | Иркутск        | «Динамо»             |  |
| 15       | Сандлер Г.И.                     | ??.02.1957 |                         | Ташкент        | «Динамо»             |  |
| 16       | Соколов Виктор Александрович     | ??.02.1957 |                         | Ростов-на-Дону | «Динамо»             |  |
| 17       | Спиридонов Сергей Парфентьевич   | ??.02.1957 |                         | Львов          | «Буревестник»        |  |
| 18       | Тарасов Епифан Дмитриевич        | ??.02.1957 |                         | Ленинград      | «Трудовые резервы»   |  |
| 19       | Моряшичев Николай Иванович       | ??.06.1957 |                         | Казань         | «Динамо»             |  |
| 20       | Семенеев Сергей Васильевич       | ??.12.1957 |                         | Кишинёв        |                      |  |
| 21       | Андерсон А. И.                   | ??.12.1957 |                         | Киев           |                      |  |
| 22       | Филин Артем Григорьевич          | ??.12.1957 |                         | Сталино        |                      |  |
| 1958 год |                                  |            |                         |                |                      |  |
| 1        | Михельсон Владимир Михайлович    | ??.02.1958 |                         | Москва         |                      |  |
| 2        | Климатинский Павел Павлович      | ??.05.1958 |                         | Ярославль      | «Труд»               |  |
| 3        | Гамбаров Михаил Израэлович       | ??.??.1958 |                         | Ростов-на-Дону |                      |  |
| 1959 год |                                  |            |                         |                |                      |  |
| 1        | Бровченко Василий Митрофанович   | ??.??.1959 |                         |                |                      |  |
| 1960 год |                                  |            |                         |                |                      |  |
| 1        | Акопов Нерсес Григорьевич        | ??.??.1960 |                         |                |                      |  |
| 1962 год |                                  |            |                         |                |                      |  |
| 1        | Ленц Аркадий Николаевич          | ??.08.1962 |                         |                |                      |  |
| 2        | Матущак Петр Филиппович          | ??.??.1962 |                         |                |                      |  |
| 1964 год |                                  |            |                         |                |                      |  |
| 1        | Керимов Э. Г.                    | ??.02.1964 |                         | Баку           |                      |  |
| 2        | Агаджанян Бабкен Мкртычевич      | ??.02.1964 | ???? — ??.??.1989       | Баку           |                      |  |
| 3        | Колмановский Александр Абрамович | ??.02.1964 |                         | Москва         |                      |  |

## 1965
- Громыко, Василий Викторович
- Кущинский, Павел Иванович 07.07.1914 — 25.03.1995[12]
- Мазур, Александр Григорьевич
- Масленников, Иван Георгиевич 11.09.1918 — ??.04.1972[13]

## 1966
- Дзеконский, Леонид Викторович
- Чионов, Николай Георгиевич ? — ??.02.1970
- Чхартишвили, Илья Варламович

## 1967
- Кляхин, Эдуард Анатольевич
- Курдов, Григорий Иванович

## 1968
- Колесов, Анатолий Иванович
- Посуконько, Дмитрий Сергеевич

## 1969
- Белов, Владимир Степанович
- Псарёв, Вадим Александрович
- Струженцев, Алексей Николаевич

## 1971
- Аблаев, Рефат Ганиевич
- Майсурадзе, Владимир С.
- Николаенок, Гарри Васильевич 14.09.1937

## 1972
- Пархоменко, Николай Николаевич
- Петренко, С. Ф.
- Сапунов, Геннадий Андреевич

## 1973
- Каспаров, Эдуард Багдасарович
- Португал, Марк Нафтальевич 1937

## 1975
- Бурылин, В. А.
- Винник, Анатолий Иванович
- Ермаков, В. М.
- Парфёнов, Анатолий Иванович

## 1976
- Вершинин, Георгий Александрович
- Игуменов, Виктор Михайлович
- Кондрацкий, Игорь Александрович 25.5.1939 — 13.7.1999[14]
- Оленик, Валентин Григорьевич
- Яковенко, Николай Иванович

## 1977
- Павловский, Федор Иванович 7.6.1940

## 1978
- Виленский, Юрий Михайлович (снято в 1987)
- Жарков, Анатолий Павлович
- Зайец, Юрий Иванович
- Искендеров, Агакиши Бахиш оглы
- Колупов, Юрий Иванович ?-2000
- Мегрелишвили, Джемал Карлович
- Петелин, Юрий Александрович
- Хисамутдинов, Шамиль Шамшатдинович

## 1980
- Миронов, Вячеслав Дмитриевич
- Таваркиладзе, Михаил Лаврентьевич
- Угренинов, Владимир Яковлевич

## 1981
- Изопольский, Владимир Николаевич
- Ильматов, Ром Хасанович
- Стрельников, Анатолий Петрович
- Шеин, Виктор Матвеевич

## 1982
- Бобохидзе, Илья Барнавович 1915
- Гугешашвили, Омар Дементьевич
- Мнацаканян, Альберт Сумбатович
- Хачатрян, Арутюн Погосович
- Чертков, Евгений Александрович

## 1984
- Аблаев, А. Г.
- Борман, Владимир Алексеевич
- Есин, Николай Павлович 26.02.1938
- Ефремов, Анатолий Семенович 20.08.1939[15]
- Зеленин, Е. Н.
- Казаков, Рустем Абдуллаевич
- Коршунов, Иван Александрович
- Худыш, Дмитрий Моисеевич 17.07.1938

## 1985
- Кузнецов, Виктор Михайлович

## 1986
- Гордеев, Юрий Иванович 03.10.1937

## 1987
- Руденков, Виктор Александрович
- Саркисян, Арам Акопович
- Толстопятенко, Григорий Григорьевич 01.06.1931

## 1989
- Кисельников, Александр Андреевич 06.04.1950 — 17.10.2011

## 1990
- Корват, Олег Константинович 27.08.1937[16]
- Максимович, Вячеслав Александрович
- Козовский, Григорий Абрамович
- Шелег, Александр Павлович
- Медведев, Владимир Александрович

## 1991
- Калюжный, Иван Иванович
- Оборский, Иосиф Иванович
- Зеленко, Анатолий Филимонович

## 1992
- Мамиашвили, Михаил Геразиевич

## неизв
- Абаев, Аслаудин Мухамбекович 04.12.1964